# Joan Lluís Vives i March
Joan Lluís Vives i March (València, 6 de març de 1492 – Bruges, 6 de maig de 1540), també conegut com a Lluís Vives o bé Ioannes Lodovicus Vives (en llatí), fou un dels màxims representants de l'humanisme europeu, destacant en diversos àmbits del pensament i de la cultura.
Vives es formà en l'humanisme hispà, que amb profundes arrels a l'edat mitjana, mantenia l'escolasticisme mentre rebia el Renaixement. Aquesta combinació era necessàriament eclèctica, perquè pretenia harmonitzar elements aparentment contradictoris i, al mateix temps, tenia un caràcter pràctic perquè les noves idees anaven més enllà d'una expressió teòrica i possibilitaven la transformació personal. També rebé influències de l'humanisme nord-europeu, que promovia amb major vehemència la reforma de la vida social i cultural. Amb aquest bagatge, Vives desenvolupa una activitat intel·lectual en nombrosos camps com la literatura, l'antropologia, la filosofia, la pedagogia, la teologia, el dret, les qüestions socials i la psicologia. I per a dur a terme aquesta tasca, en la qual prevalen els seus principis morals i espirituals, utilitza els autors grecollatins, aprofitant els seus valors humanístics però rebutjant el seu paganisme.
Teòric de l'educació, es va oposar a l'escolàstica i fou un dels defensors més influents de l'aprenentatge humanístic al segle xvi. Vives ha estat qualificat de pedagog d'Europa, una expressió que reflecteix no només el marc geogràfic en què es va desenvolupar, sinó també el seu intent apassionat per dibuixar una nova Europa. La seva obra avui en dia encara reflecteix uns valors que són plenament vàlids. També ha estat descrit com el «pare» de la psicologia moderna.
Fill de conversos perseguits per la Inquisició, la seva obra i la correspondència conservada mai indiquen explícitament aquesta condició social. De fet, sols a mitjan segle xx, els estudiosos assenyalen la seva condició de convers. Implícitament, una vegada coneguda la seva ascendència jueva i el calvari que patiren els seus familiars més propers, algunes actituds de Vives —la negativa a tornar a Espanya— i alguns comentaris epistolars —la preocupació per la seva família i el desànim d'algunes ocasions—, es poden entendre amb més claredat.

## Biografia

### Família, joventut i estudis
Joan Lluís Vives neix a València al si d'una família de jueus conversos, tant en la seva branca paterna com materna, dedicats a empreses mercantils des d'abans de la conversió forçosa en els anys posteriors a 1391, quan es produïren atacs generalitzats a les jueries peninsulars, i on els Abenfaçam es convertiren en Vives i els Xaprud en March. Fill major de Lluís Vives Valleriola i Blanca March i Maçana, tingué quatre germans: Jaume, Beatriu, Leonor i Isabel Anna.
...una de les circumstàncies fonamentals de la seva vida, això és, ésser descendent de jueus, no fou aclarida fins a 1964... Pareix convenient fer un poc d'història sobre la forma de configurar-se la biografia de Lluís Vives. Prescindint de la breu informació de Conrad Gesner [a] Ioannes Ludovicus Vives Valentinus, natione Hispanus... Obijt nuper (Brugis opinor in Germania inferiore), pot ésser considerada la primera biografia de Vives la del seu amic i admirador Francisco Cervantes de Salazar, Commentaria in Lodovici Vives Exercitationes Linguae Latinae. Major extensió té la biografia de Vives deguda al gran bibliògraf Nicolás Antonio, [inclosa en la] Bibliotheca Hispana, en la qual va utilitzar notícies disperses i alguns prefacis de les obres de Vives, però de cap manera es pot comparar amb l'amplíssim estudi de més de dues-centes pàgines de Gregori Maians i Siscar, el qual inventà una genealogia amb la finalitat d'enquadrar els antecedents nobles de Vives... D'aquesta forma quedava establida la noblesa dels Vives i tergiversada la seva ascendència.
La seva infantesa estigué marcada per la ferma persecució de la Inquisició de molts membres de la seva família, que aconseguirà arruïnar-la materialment —amb remissions de gràcia o remissions de penes— o l'atacarà físicament amb turments i fins i tot la mort d'alguns dels seus parents.
Vives, després d'iniciar-se en la lectura i l'escriptura al seu domicili, bé amb l'ajut dels seus progenitors, bé mitjançant un preceptor, obté la seva formació bàsica a l'Estudi General de València, on estudia humanitats —primer gramàtica i després Arts—, entre altres professors, amb Daniel Sisó, Juan Partenio Tovar i Jeroni Amiguet; d'on surt, per a traslladar-se a París, amb una formació netament escolàstica.
La sortida de Vives de València poc després de morir sa mare es fa necessària com a mesura profilàctica: per a allunyar-se de la samarreta infamant, signe de ser net o fill d'heretge, i de la foguera; i per la impossibilitat de continuar el negoci familiar ni aconseguir qualsevol ofici públic, el primer per l'abús de la Inquisició que els afona econòmicament, i el segon per la pragmàtica de 1501.
Vives es mou l'any 1509 cap a París, amb setze anys, per a continuar els seus estudis. En arribar es matricula com a estudiant de primer any a la facultat d'Arts. Inicialment, freqüenta el col·legi de Lisieux per a assistir a les classes de Juan Dolz, però ben aviat es trasllada al col·legi de Beauvais per a escoltar les lliçons de Jan Dullaert i més tard, al col·legi de Montaigu, on comença a assistir al curs de l'aragonès Gaspar Lax. En 1512 visita Bruges. A través de Nicolas Bérault, professor en diversos col·legis de París i col·laborador en algunes obres de Guillaume Budé, Vives entra en contacte amb el cercle humanista parisenc. En el darrer any a París, 1514, Vives fa classes a la universitat i publica els seus primers treballs: un perfil bibliogràfic de Dullaert, professor seu, tres opuscles religiosos, cinc pròlegs o comentaris introductoris a obres clàssiques o seves, un diàleg sobre l'educació i l'edició crítica del Poeticon astronomicon, atribuït a Gai Juli Higí.

### Ensenyant a Lovaina (1515–1523)
A les darreries de 1515 Vives es trasllada a Bruges, on viu dos anys, i entra en contacte amb la comunitat hispana, on coneix el mercader valencià Bernat Valldaura, parent seu, per a qui treballa de preceptor dels seus fills i amb qui emparenta anys més tard, en 1524, quan es casa amb la seva filla, Margarita Valldaura. Des d'un principi, aquest brillant preceptor s'integra en l'exclusiu cercle humanista format per Marcus Laurijn, Johan de Fevyn i Frans van Craneveldt. En 1520 coneix Juan de Vergara, amb qui mantindrà una continuada correspondència.
En 1517 es trasllada a Lovaina en ser nomenat preceptor del cardenal Guillaume de Croÿ, càrrec que manté fins a la prematura mort del seu pupil en 1521. En aquest període coneix Erasme de Rotterdam, amb qui mantindrà contacte epistolar i de qui es considerarà deixeble i amic i, al voltant de 1519, viatja a París acompanyat del jove cardenal De Croÿ i coneix Guillaume Budé. A l'estiu de 1520, Erasme i Tomàs More es troben a Bruges i allà coincideixen amb altres humanistes com Rudolf Goclenius, Craneveldt i Vives.
Des de 1521, desocupat del preceptorat amb Croÿ, comença a fer classes a la Universitat de Lovaina com a professor invitat, comentant al matí la Història Natural de Plini, i a la tarda, les Geòrgiques de Virgili. Hi assisteixen, entre d'altres, Jérôme Ruffault i Antoine de Berges i, al mateix temps, fa classes privades a alumnes que posteriorment tindran una important projecció pública, com ara Honorat Joan, que serà mestre de Felip II i del seu fill, l'infant Carles; Pedro Maluenda, futur teòleg tridentí; i Diego Gracián de Alderete, traductor anys més tard d'obres gregues al castellà. A la universitat estableix relacions amb personalitats que li permeten obtenir una certa estabilitat professional, com Marteen van Dorp i Jean Briard. En els dos anys que passa a Lovaina escriu i publica gran quantitat d'obres, tant obres pròpies com edicions d'altres autors. Escriu una sèrie d'opuscles, alguns de temàtica religiosa, altres són comentaris introductoris a obres clàssiques i altres tracten temes diversos, com ara De initiis, sectis et laudibus philosophiae —una petita història crítica de la filosofia— i Adversus pseudodialecticos —una crítica a l'educació a la universitat de París. També escriu una carta política a Adrià VI, De Europeae statu ac tumultibus, on s'evidencia la preocupació per la situació de les nacions cristianes. Per altra banda, demanat per Erasme, comenta el De civitate Dei de Sant Agustí.
Cansat de la vida acadèmica de Lovaina, 1523 és l'any en què ha d'elegir entre dos camins: anar a Alcalà d'Henares quan li ofereixen, gràcies als oficis del seu amic Juan de Vergara, la càtedra ocupada anteriorment per Antonio de Nebrija a la universitat; o moure's cap a Anglaterra, amb el suport dels reis i de Tomàs More, per a fer classes a la Universitat d'Oxford. El viatge a Espanya, tot i la petició d'ajuda de la família, se li presenta problemàtic, amb un ambient cada vegada més negatiu per als erasmistes i una situació personal de temor pels atacs i patiments en què viu la seva família. A principis de 1523 abandona Lovaina i es trasllada a Bruges, tot valorant les diferents opcions que se li presenten i patint per les notícies que li arriben de la seva família des de València: el seu germà Jaume ha mort i el seu pare malalt i empresonat.

### El període anglès (1523–1528)
El maig de 1523 es trasllada a Anglaterra, i al cap de poc temps és nomenat lector del Col·legi Corpus Christi de la Universitat d'Oxford. Fa classes des de l'agost fins a l'abril de 1524. Entre els seus estudiants, es troben Nicholas Udall, Reginald Pole, Edward Wotton o John Heliar, els quals posteriorment destacaran en les seves activitats. Coneguda i admirada la seva capacitat intel·lectual i la seva experiència com a preceptor (a banda de la seva activitat com a professor particular a Lovaina, abans havia estat preceptor dels fills de Bernat Valldaura i del cardenal Guillaime de Croÿ), la reina d'Anglaterra, Caterina d'Aragó, el nomena preceptor de la seva filla, la princesa Maria. En aquest període la seva producció intel·lectual està centrada en la seva relació amb els reis, com a conseller i preceptor, no en les lliçons que imparteix a la universitat, amb uns continguts pràctics educatius i morals. Comença aquesta producció, encara vivint a Bruges però preparant el seu viatge a Anglaterra, amb De Institutione Feminae Christianae, destinada a la reina per a l'educació de la princesa Maria. Ja en Anglaterra, tant la reina com William Blount, quart baró de Mountjoy, li demanen la redacció d'uns plans d'estudis per a l'ensenyament del llatí destinats als seus fills, la princesa Maria i Charles Blount, que es publiquen el 1523 com les dues epístoles de la seva obra De ratione estudii puerilis; també escriu De Consultatione, a petició de l'ambaixador de Carles V; i la traducció del grec de dues oracions d'Isòcrates, Nicocles i Aeropagitica, que tracten del govern.

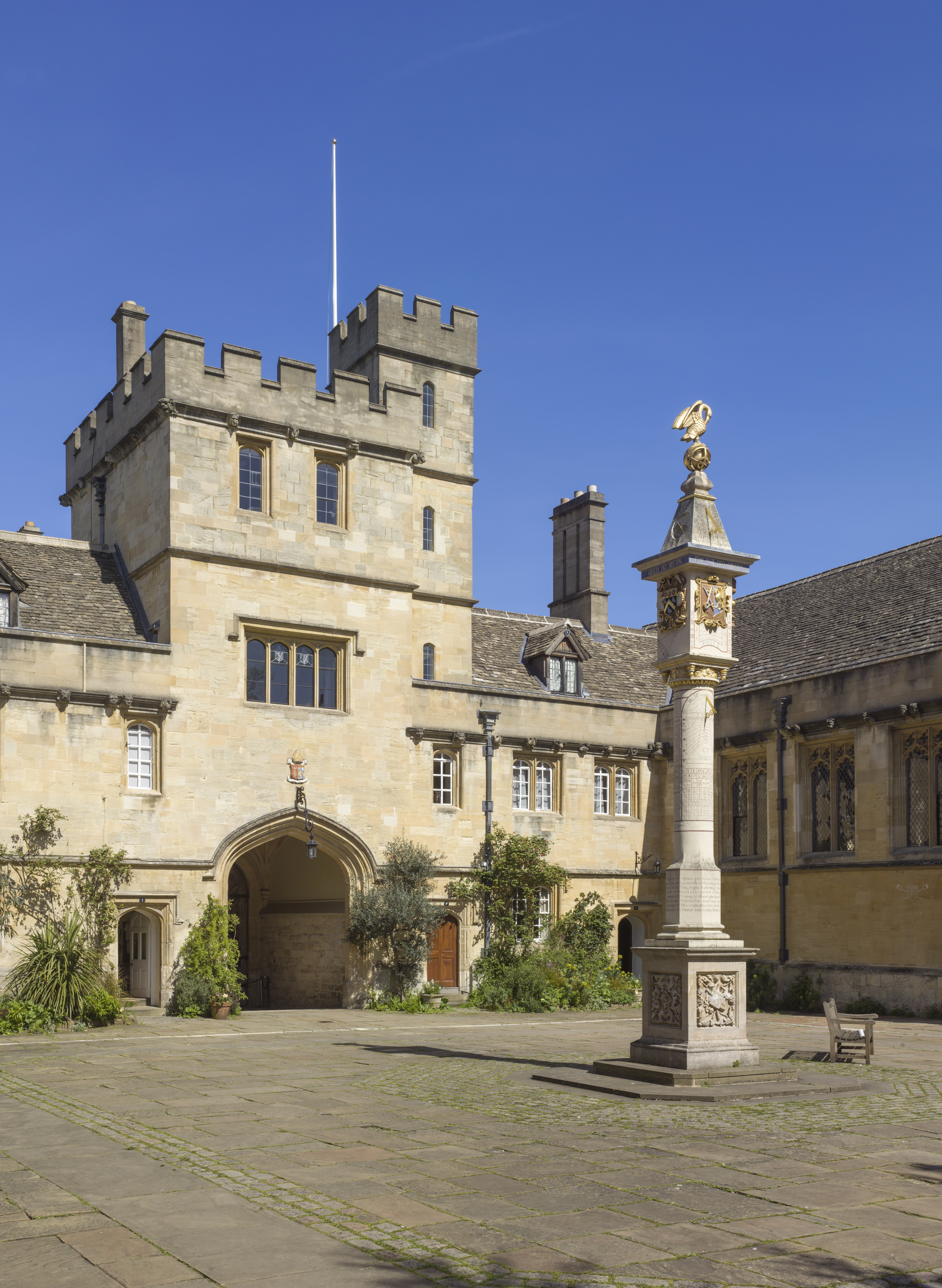
Entrada del Col·legi Corpus Christi de la universitat d'Oxford

A finals d'abril de 1524 viatja a Bruges, acompanyat de dos dels seus alumnes, Richard Pate i Antony Barker. Allà, el 26 de maig, contrau matrimoni amb Margarida Valldaura, filla d'una família de conversos com Vives, típic comportament endogàmic d'una comunitat menyspreada i perseguida. De Bruges estant escriu altres dues obres educatives i morals també dedicades a la princesa Maria: Satellitium animi, sive symbola —conjunt de màximes per a ésser utilitzades com a guia de comportament— i Introductio ad Sapientam —destinada a l'educació dels adolescents.
Tornat a Anglaterra a principis d'octubre de 1524, un brot pestífer obliga a tancar la Universitat d'Oxford i Vives ha de romandre a Londres a casa d'un amic, el comerciant Alvaro de Castro, a suggeriment del qual demana un monopoli comercial per a poder ésser econòmicament independent. Mentre espera la decisió reial, comença a escriure De officio mariti. El gener de 1525 la universitat torna a obrir les portes i Vives torna a ocupar la càtedra d'humanitats. Per aquestes dates coneix l'ajusticiament per heretges de tres familiars seus, entre ells son pare, morts i cremats públicament a València el 6 de setembre de 1524. El 28 d'abril de 1525 Vives aconsegueix el monopoli comercial i, amb la pensió que estava rebent de la reina obté uns mitjans econòmics suficients. Per tal motiu, al maig, deixa definitivament Oxford.
D'Oxford viatja a Londres, on passa uns dies en companyia de Tomàs More. El 10 de maig, assabentat que la seva esposa pateix una greu malaltia ocular, torna precipitadament a Bruges, on la seva esposa a poc a poc cura. Posteriorment, la seva sogra, Clara Servent, cau malalta i això l'obliga a romandre a Bruges fins al febrer de l'any següent. Durant aquesta estada escriu, a petició de Louis de Praet, ambaixador de Carles V a Anglaterra i natural de Bruges, el seu tractat social De subventione pauperum, veritable estudi dels motius de la injustícia social i un manual del benestar públic i l'educació dels pobres i els marginats.
En una situació política molt convulsa Vives escriu en 1522 De tumultibus Europae, adreçada al papa Adrià VI, i en 1525, De rege Galliae capto i De regni administratione, bello et pace, ambdues adreçades a Enric VIII d'Anglaterra, on demana la conciliació entre els pobles d'Europa. Aquesta darrera carta, escrita a finals d'any, coincideix amb el moment en què Enric VIII mou a una aliança amb França i tant la reina Caterina com els cortesans proespanyols són apartats de la cort. Així, quan Vives torna a Anglaterra, el febrer de 1526, es converteix en un conseller que ja no compta amb el favor reial. De tota manera, continua mantenint una estreta relació amb More amb visites a la seva casa, on gaudeixen de converses amb altres amics comuns.
El canvi de l'ambient polític i l'allunyament del rei provoquen que Vives retorni ràpidament a Bruges el maig de 1526, i allí roman fins a l'abril de 1527, a casa seva, amb la seva dona i els seus amics. En aquest període escriu i publica el diàleg De Europae dissidiis et bello Turcico, on incideix en la imparable expansió otomana sobre Europa, després de conèixer la derrota cristiana en la batalla de Mohács, que representa la conquesta d'Hongria per Solimà I el Magnífic.
Torna a Londres l'abril de 1527, i aquesta vegada la recepció reial és positiva i cordial, en un moment en què les relacions entre els monarques són amistoses. De tota manera, l'empitjorament de la salut de la seva sogra l'obliga a tornar a Bruges el juny d'aquest any. Allà rep notícies dels reis. La reina li demana que torni per a començar l'ensenyament del llatí de la princesa, mentre el rei li reclama un epítom dels Adagia d'Erasme i una resposta a Martí Luter quan aquest considera el rei víctima de l'episcopat anglès. A l'octubre retorna a Anglaterra per a encarregar-se de l'educació de la princesa Maria. Més tard, a principis de 1528, com a conseller i confident de la reina, és acusat d'informar el Papa i Carles V de la situació de la reina i és empresonat sis setmanes i allunyat de la cort. En aquesta situació torna a casa seva, a Bruges, on es troba l'abril de 1528. Sense deixar de treballar en els seus escrits, a l'octubre acaba De officio mariti, complement del seu De institutione foeminae christianae. Pel novembre torna a Anglaterra, nomenat per la reina com un dels seus advocats en la causa de nul·litat però, quan Vives li recomana que no es defense, aquesta l'acusa de covard. Vives, pocs dies després deixa Anglaterra, aquesta vegada per a sempre.

### L'assentament a Bruges (1528–1540)
Lluís Vives s'assenta a Bruges, amb unes poques sortides a altres llocs. Fa alguns viatges a Lovaina, on encara tenia amics íntims, a Gant i a Brussel·les, residència de la cort de Carles V. De setembre a novembre de 1529 Vives i la seva dona, a causa de la pesta, es traslladen a Lilla.
Època molt creativa, els problemes econòmics seran una constant en aquests anys, tot i que la pensió de la corona anglesa es manté fins a 1531, quan Vives escriu una darrera carta a Enric VIII —per a moure la voluntat reial— perquè se sentia obligat pels favors del rei, a qui sempre havia estimat i, al mateix temps, no podia trair els drets de la reina.
Tot i estar interessada la Universitat de Lovaina a tenir-lo de professor titular, el que mitigaria les seves dificultats econòmiques, Vives no vol tornar a la docència i sols participa ocasionalment en algunes lliçons a les universitats de Lovaina i de París. Aquests mateixos problemes econòmics l'obliguen, pressionat per la família, a dedicar-se de vegades a activitats comercials. Per a poder continuar treballant en les seves obres i per a poder tenir una influència política i social, sense preocupar-se per la qüestió econòmica, necessita un poderós patró. En 1529 dedica un tractat polític, De concordia et discordia in humano genere, a Carles V; un altre, De pacificatione, a l'inquisidor general espanyol Alfonso Manrique, erasmista i íntim col·laborador de l'emperador; i un devocionari a la princesa Margarida d'Àustria, tia de l'emperador; tots tres publicats el mateix any. Aquestes dedicatòries tingueren efecte i, per cèdula reial de 15 d'octubre de 1531, se li concedeix una pensió de 150 ducats, que com ell mateix afirma, sols arriba a cobrir la meitat de les seves despeses.
Les altres dedicatòries dels seus llibres publicats en aquest període suggereixen diversos intents de Vives per a cercar altres patrocinis. Així es veu en la dedicatòria del seu tractat sobre l'educació, De disciplinis, dirigida a Joan III de Portugal, el qual li ho agraeix amb un important donatiu de 200 ducats, gerra d'argent incrustada de pedres i una taula de banús. Altres dedicatòries van dirigides al duc de Gandia, al rector de la Universitat de Salamanca, el secretari de Carles V, i el príncep Felip, el futur Felip II.

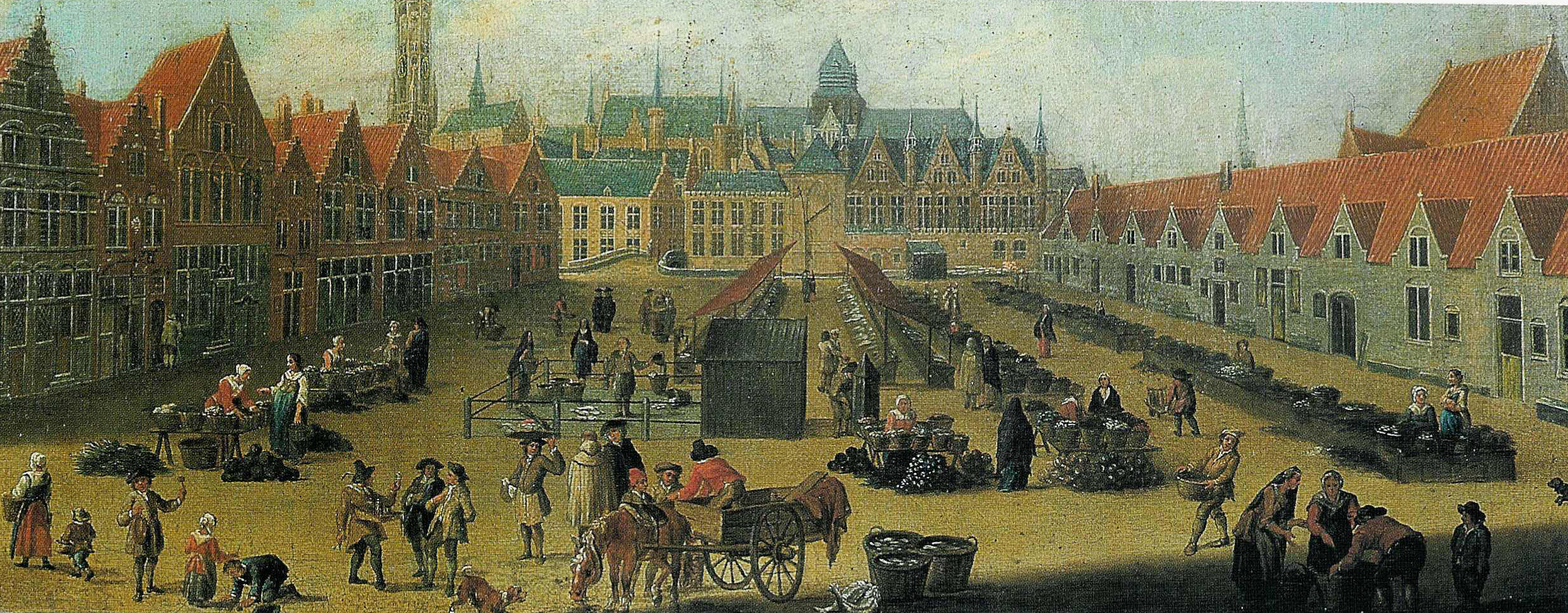
El Braamberg l'any 1750, amb la catedral de Sant Donacià al fons.

Després de 1537, Vives divideix el seu temps entre Bruges i el Palau de Nassau a Breda, on supervisa la formació humanística de Mencía de Mendoza, esposa d'Enric, comte de Nassau. Després de la mort del comte el setembre de 1538, l'educació s'intensifica encara més. Probablement, Mencía de Mendoza i la seva curiositat van influir perquè Vives redactés, mentre residia a Breda, els seus comentaris a les Bucòliques de Virgili i De Aristotelis operibus censura.
En els darrers anys prepara i publica un estudi sobre l'home, De anima et vita, amb plantejaments que poden considerar-se psicològics i antropològics. I treballa en un tractat apologètic, De Veritate Fidei Christianae, que no li dona temps a publicar i que, després de mort, publiquen la seva dona i el seu amic Craneveldt.
Lluís Vives mor a Bruges, la seva ciutat d'acollida, la seva segona pàtria, el 6 de maig de 1540 i fou soterrat a l'altar de sant Josep de la catedral de Sant Donacià.

## Pensament

### Política
Vives es mostra convençut de l'existència d'un pensament occidental cristià. L'Europa de les nacionalitats és per a ell un cos articulat i vitalitzat pel pensament cristià. Per a Vives hi ha una clara identificació entre Europa i cristiandat i, així, té clar quins són els problemes d'Europa en la primera meitat del segle xvi: les guerres entre els reis cristians, les dissensions religioses i l'avanç turc.
En els anys vint del segle xvi, Lluís Vives, gràcies al seu ascendent intel·lectual i moral i preocupat pels diferents conflictes que assolen Europa, escriu als principals protagonistes per a aconseguir una reconciliació entre els diferents estats. En les cartes adreçades al papa Adrià VI, a Enric VIII d'Anglaterra, a l'emperador Carles V o a Alfonso Manrique —arquebisbe de Sevilla—, Vives utilitza una riquesa dialèctica amb múltiples arguments i presenta les causes de tot el que ens allunya de la pau i la visió general que ha d'inspirar la política. De tota manera, Vives es troba esperançat per l'evolució de l'home cultivat —més que dels dirigents—, el qual és guiat per la llum de Déu que el porta a la felicitat. Per a Vives la història és un camí cap a la salvació eterna, aconseguida aquesta mitjançant la unió de la raó i la pietat.

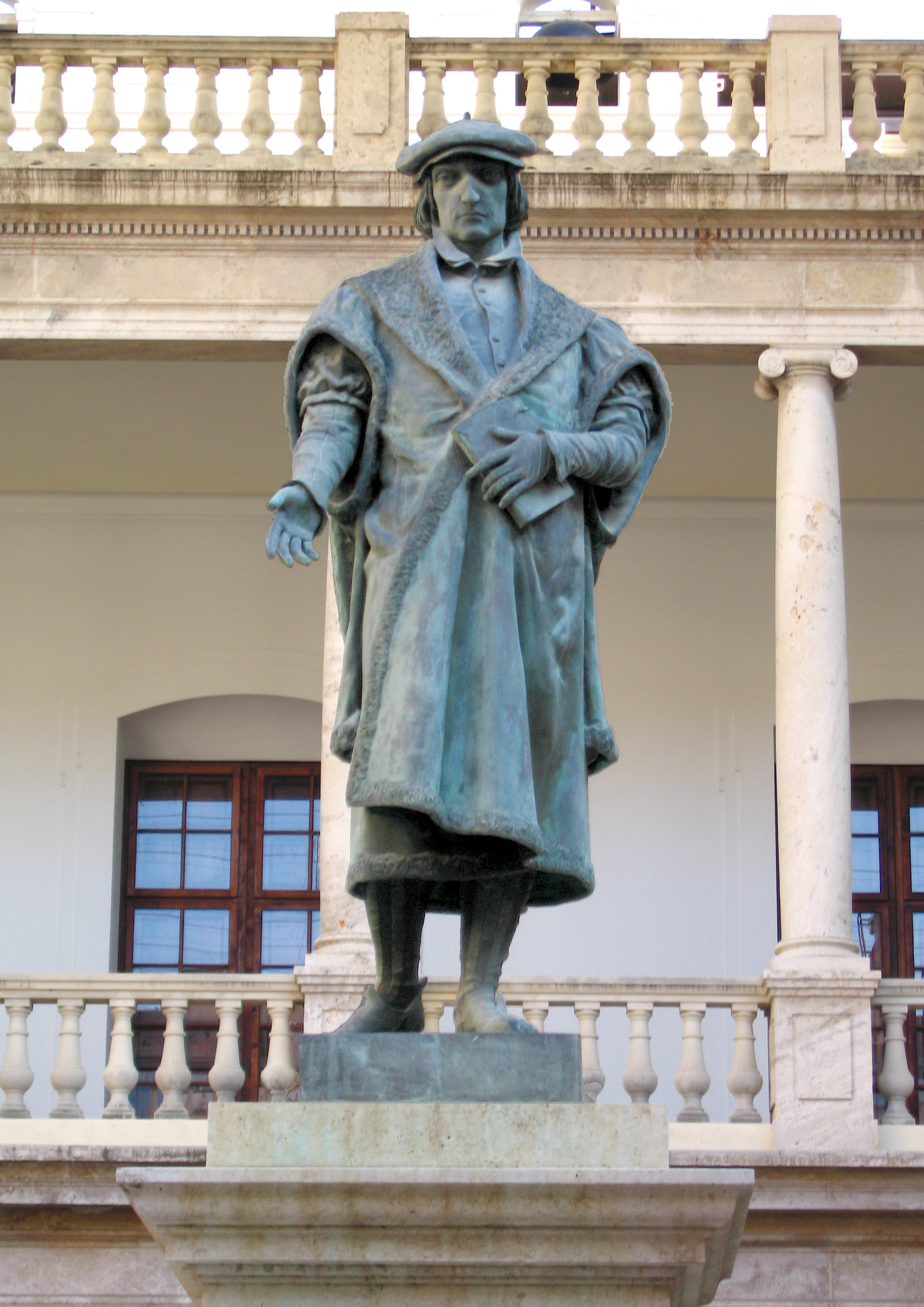
Estàtua de Joan Lluís Vives al claustre de la Universitat de València, obra de Josep Aixa Íñigo

Vives és un apassionat de la pau i la seva màxima preocupació consisteix a ressaltar els mals de la guerra —amb efectes devastadors en tots els ordres— i els beneficis de la pau —ètics, morals, intel·lectuals, polítics i religiosos. Considera la guerra justa amb reticència, ja que sempre és fàcil trobar una causa lícita per a qui està decidit a iniciar una guerra. El seu pacifisme és essencialment cristià i considera l'avanç del soldà turc, Solimà el Magnífic, un perill per a la cristiandat europea. Manté, però, una evolució en aquest punt: si en 1526 anima els prínceps cristians a unir-se per a impedir l'imperialisme turc, en 1529 recomana l'amor vers ells i fer-los arribar a la veritat mitjançant una vida recta i exemplar. Per a Vives el fonament últim del pacifisme és la mateixa natura de l'home que està feta per a la concòrdia i la pau i, per contra, considera que la causa primordial de les guerres i les discòrdies és la supèrbia que ataca aprofitant-se de l'enveja i la còlera. Vives aporta una solució a la guerra, l'educació —per a allunyar l'home de la condició de salvatge i apropar-lo a la racionalitat i, per tant, a la consciència cristiana— de tots els homes i no sols dels dirigents de la societat, ja que la pau és obligació de tothom.

### Societat
Les idees de caràcter social de Vives es troben fonamentalment en dues obres: De subventione pauperum sive de humanis necessitatibus —escrita per a solucionar els problemes de la mendicitat de Bruges— i De communione rerum ad Germanos inferiores —per a combatre la concepció de la propietat comunitària obligatòria dels anabaptistes La primera incideix en l'obligació, tant privadament com de forma pública, d'ajudar els pobres i, per tant, ressalta els aspectes socials de la propietat; mentre la segona, amb intenció de combatre els excessos anabaptistes, insisteix en la defensa de la propietat privada.
En les seves idees per a solucionar el problema de la pobresa, Vives estudia la beneficència privada, connectada amb la tradicional caritat cristiana, i la beneficència pública, centrada en un espai urbà i amb ramificacions d'ordre públic, equilibri social i millora econòmica. Estudia la pobresa —el seu origen— i la tracta com una calamitat i una plaga que s'ha de combatre donant a cada pobre el que necessita i no pot aconseguir per l'edat, les malalties o la ignorància. Sempre que sigui possible, rehabilitar els pobres mitjançant el treball, participant inclús els discapacitats que poden trobar una ocupació laboral específica. La lliure pràctica de la caritat estimula, per contra, la mendicitat i, per tant, l'ociositat. Vives és partidari de regular-la, inclús prohibir-la, i d'imposar sistemes públics d'assistència domiciliària i de recollir els pobres en establiments apropiats.
Vives considera que el desenvolupament de la societat és un assoliment clarament humà basat en la capacitat per a beneficiar-se de l'experiència i el coneixement de tots. I sosté que el millor mitjà per a assegurar la reforma de la societat és a través de la formació moral i pràctica de la persona.

### Psicologia
Uns riuen pel que veuen, altres pel que escolten, uns altres pels seus pensaments, complaent-se amb l'alegria nascuda d'un bé o amb la delectació que es fonamenta en una certa deformitat de les paraules o dels fets, orientada gairebé a provocar el riure: així riem per la gesticulació o per les grolleries d'un home irat a qui li faltin les forces (perquè si les posseeix, li tenim por); o per una situació innòcua però desagradable, com en sentir paraules nècies o bufonades, explicacions o preguntes absurdes, respostes hàbilment desviades en una direcció diferent de la que s'orientava la pregunta; riem en la simulació verbal que és com una forma de representació contrària, com succeeix en la gesticulació i en moltes altres actituds similars.
El seu tractat De anima et vita, obra de maduresa i considerat un dels seus millors treballs, conté l'aportació de Vives a la psicologia. Aquest tractat pren com a base i accepta la terminologia i els conceptes antics i medievals —d'Aristòtil, Galè i Tomàs d'Aquino, fonamentalment—, com es pot veure amb les similituds formals i orgàniques que presenta amb De anima d'Aristòtil; però no segueix la discussió dialèctica i, per altra part, afegeix observacions pròpies extretes del raonament i de l'experiència.
Dels tres llibres que formen De anima et vita destaca el tercer que tracta de les passions i els seus efectes, mentre els altres dos estudien l'ànima dels animals —el primer— i l'ànima racional i les seves facultats —el segon. Vives sempre té una marcada orientació pràctica i pedagògica. Destaca aquesta obra pel seu empirisme i experimentalisme: així, segueix en part a Aristòtil quan utilitza el mode experimental des de la raó, però al mateix temps utilitza l'observació i la verificació i, per tant, Vives utilitza sovint el mètode inductiu. De tota manera, en compartir una concepció «vitalista» de l'ànima, tant amb Aristòtil com amb els escolàstics, Vives encara està lluny de la nova concepció científica que no tardarà a desenvolupar-se i que, amb Descartes, es coneixerà com a «mecanicisme», tot negant la unió substancial entre l'ànima i el cos.
Vives, igual que Aristòtil, creu que les emocions són part de la natura humana, però com a cristià creu que també són part del pla de Déu. Les emocions constitueixen el vehicle que porta l'acció humana i que ens dirigeixen cap al bé o ens aparta del mal. També creu que les emocions són moviments de l'apetit que estan guiades pel coneixement, connectades de forma inextricable amb els canvis fisiològics previs i amb els resultants i estan modificades per circumstàncies externes i internes, tot cercant de manera natural, l'expressió corporal i la seva manifestació en el comportament observable.
Vives, cristià i pedagog de forma inextricable, produeix una psicologia centrada en l'adaptació de les accions humanes a la pervivència i a la supervivència, és a dir, una recerca que vol arribar a considerar les necessitats d'aquest món i una altra que impulsa a tractar d'arribar a l'altre món. És, per tant, una psicologia funcionalista centrada en la idea de l'adaptació vital.

### Filosofia
Vives pren el que considera més valuós de diversos pensadors i l'articula en una visió cristiana de l'univers, en part aristotèlica, però on es poden trobar connexions i coincidències amb una gran part del pensament clàssic: Plató, Ciceró, Sèneca, Tomàs d'Aquino, i de vegades, Agustí d'Hipona. En altres paraules, la filosofia de Vives és una filosofia eclèctica: antiaristotelisme en la dialèctica, aristotelisme en la metafísica, estoïcisme i platonisme en l'ètica, realisme pragmàtic en la física, empirisme i racionalisme en l'estudi de l'ànima; tot envoltat pel seu cristianisme que dona al conjunt un espai de vida, més enllà d'una coherència formal.
En les primeres obres de Vives ja despunta la seva vena crítica. En Adversus pseudodialecticos (1519) critica la dialèctica ergotista que abusa de l'argumentació sil·logística, però no la dialèctica entesa com el saber expressat mitjançant el llenguatge. Discuteix el criteri de considerar la lògica com un fi en si mateix més que un instrument, tot apropant-se a Aristòtil i allunyant-se dels comentaristes medievals al mateix Aristòtil.
Amb Introductio ad sapientam i, posteriorment, en De prima Philosophia (una part de la seva obra De disciplinis), Vives lliga el concepte de saviesa amb els de virtut i juí per a conèixer-se a si mateix mitjançant els instruments del saber —la intel·ligència, la memòria i l'aplicació— i així arribar al coneixement de Déu. Defensa una forma ètica de vida sustentada en l'autoconsciència del bé i del mal i desenvolupa un programa moral de qualitats de l'home; per tant, cal distingir el vici de la virtut, el que és veritable del que és fals, el que és bo del que és dolent, tot mitjançant l'aprenentatge i la vida cristiana. Per a Vives la filosofia —seguint l'etimologia— és saviesa, però no com a exaltació del seu propi jo ni per a satisfer les seves passions sinó per a posar de manifest la natura de les coses i aprendre a valorar cada cosa tal qual és.
Vives considera que l'enteniment de l'home de si mateix s'aconsegueix per una percepció exacta de l'exterior de l'home mentre el coneixement de l'home com a ésser pensant s'aconsegueix mitjançant la introspecció, la percepció de l'interior de l'home. Aquest estudi introspectiu, amb les passions i altres realitats, és la clau per a entendre la visió de l'home en el món. La raó pràctica aplicada al coneixement, vinculant psicologia i fisiologia, fa de Vives un precedent de Bacon i Descartes.

### Pedagogia
No tinguis vergonya de preguntar el que no sàpies. No és vergonyós preguntar, sí que ho és la ignorància. No vulgues persuadir els altres que saps allò que ignores. T'enganyes tu mateix, no els altres i, descoberta la teva ignorància, hom es burlarà de tu.
En l'edat en què la noia semblés apta per a les lletres i el coneixement de les coses, comenci per aprendre aquelles que al cultiu de l'ànima pertanyen i les que concerneixen al règim i govern de la casa.
Un dels aspectes en què més va aprofundir Vives fou la pedagogia, especialment l'educació dels joves. Els punts més importants del seu ambiciós projecte educatiu són: l'educació ha d'estendre's a nens i nenes, a rics i pobres, a prínceps i plebeus, a sans i minusvàlids; la base de l'educació ha de ser la psicologia; el fi de l'ensenyament ha de ser el desenvolupament integral de la persona i, com a eix de tot, l'educació no sols és formació intel·lectual és, sobretot, formació religiosa i moral.
Una de les aportacions més innovadores en el seu moment, en un context social en què predominava la misogínia més recalcitrant, fou el convenciment de la necessitat de l'educació de les dones. Considerava la dona educada com a virtuosa i la ignorant com a pecadora, alineant-se amb Tomàs More i oposant-se a Erasme. També considerava la família com els primers responsables de l'educació dels nens i deixava a la dona la possibilitat d'ensenyar els fills menuts i, així, les aconsellava que llegiren obres de pedagogia.
Destaca la seva obra De disciplinis, tractat enciclopèdic que expressa una crítica a l'educació contemporània així com un programa per a la seva renovació. Aquest tractat enciclopèdic el divideix en tres parts: de Causis artium corruptarum —set llibres dedicats a exposar una profunda crítica dels fonaments de l'educació moderna—, De tradendis disciplinis —cinc llibres en què Vives esbossa el seu programa de reforma educativa i en els quals inclou un fort component psicològic— i cinc tractats filosòfics curts, denominats genèricament De artibus (De prima Philosophia, De explanatione cuiusque essentiae, De censura veri, De instrumento probabilitatis i De disputatione), principalment relacionats amb la lògica i la metafísica.
L'aportació més important de Vives a la filosofia educativa és la seva concepció de l'educació com una entitat accidental, qualitativa, habitual i perfectiva de l'home, especialment de les seves facultats superiors. Aquesta concepció és integral i converteix l'home en un ésser intel·ligent, memoriós, virtuós i espiritual, és a dir, arribar a la fi per a la qual va ésser creat.

### Religió
La part substantiva de l'obra teològica de Vives apareix a De Veritate Fidei Christianae, dividida en cinc llibres que tracten els fonaments generals de la fe, les característiques de la doctrina cristiana, l'equivocació doctrinal dels jueus, l'errada dels musulmans i la superioritat del cristianisme respecte dels altres corrents filosòfics i religiosos.
La concepció del cristianisme de Vives determina les opcions i els compromisos de la seva vida i es plasma en les seves obres, per molt diversos que siguin els temes i els assumptes tractats en els seus escrits. Vives, com a cristià formador d'homes i de cristians, tracta en tots els casos de l'home i de la seva perfecció: fonamenta les seves opcions en la seva concepció d'ésser cristià i les ordena per arribar a la perfecció de l'home.
Per a Vives, la religió, com activitat, s'origina en les facultats superiors de l'home: enteniment i voluntat. En l'harmonia entre aquestes facultats predomina l'enteniment, ja que per la religió es coneix a Déu i, així, una volta conegut és impossible no estimar-lo i no adorar-lo. Cal creure, és a dir, conèixer Déu, o millor, reconèixer-lo, perquè adorar Déu és netejar l'ànima de les malalties i males passions i transformar-nos per a assemblar-nos el més possible a ell i, així, aconseguir la puresa i la santedat. Les obres i la vida de Crist són la més autèntica realització del veritable amor. Del clàssic desdoblament de l'amor (a Déu, al proïsme, a si mateix), fixa l'atenció en l'amor al proïsme, és a dir, la caritat cristiana.

### Filologia
El pensament de Vives amb relació a la llengua i al seu aprenentatge es pot sintetitzar en uns punts centrals:
- Llengua i aprenentatge són dos conceptes importants tant des d'un punt de vista filosòfic-pedagògic —tractats a De Disciplinis— com des d'un punt de vista pràctic-pedagògic, exemplificat en els Linguae latinae exercitatio.
- El coneixement de les llengües és important per a facilitar-nos el coneixement de les arts i les disciplines.
- Reflexiona sobre les llengües i proposa metodologies per al seu aprenentatge.
- Reconeix les llengües vernacles, però al mateix temps considera el llatí i el grec les llengües de cultura.
- Eleva la Filologia a la categoria de la Filosofia mitjançant l'elaboració lingüística del pensament.

## Repercussió de la seva obra
Durant el segle xvi, després d'Erasme, mestre i líder incontestable del corrent humanista, apareix Vives com un dels autors més llegits. Mentre viu es publiquen un centenar d'edicions de les seves obres. Al llarg del segle xvi, de les més de set-centes edicions, en sortiren quaranta-nou de Linguae Latinae exercitatio, quaranta-sis d'Introductio ad sapientam i trenta-dos de l'obra De institutione foeminae christianae, traduïdes a la majoria de les llengües europees: alemany, espanyol, francès, holandès, anglès, italià, txec i polonès. Durant els cent anys des de la publicació de les seves obres, centenars d'edicions aparegueren, fou llegit profusament i influencià molts pensadors del moment.

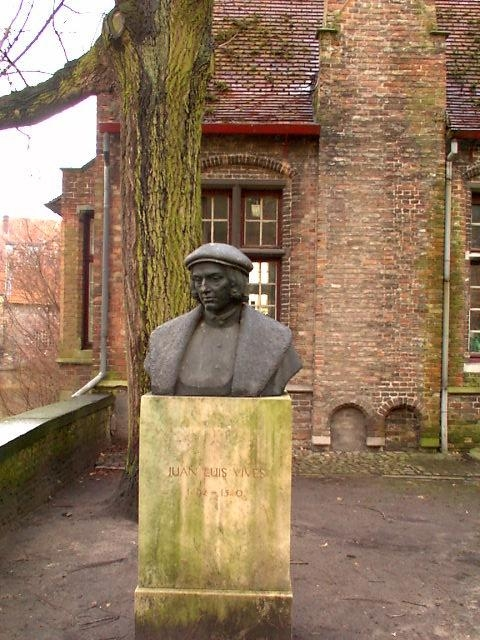
Estàtua de Joan Lluís Vives a prop del pont de sant Bonifaci, a Bruges

La seva crítica a l'ortodòxia aristotèlica marca pensadors posteriors: Petrus Ramus, en la seva obra Aristotelicae Animadversiones (1543), presenta coincidències de perspectiva amb De causis corrumptarum artium, tractat de Vives inclòs en De disciplinis; Mario Nizzoli cita Vives en nombroses ocasions en De veris principiis et vera ratione philosophandi contra pseudophilosophos (1553), obra que Leibniz torna a editar més de cent anys després; finalment el filòsof portuguès Francisco Sánchez es mostra deutor de Vives en Quod nihil scitur (1581), igual que Pierre Gassendi en la seva obra In pseudodialecticos. In Exercitationes paradoxicae adversus Aristoteleos (1624).
Les aportacions de Vives a la psicologia influïren en Juan Huarte de San Juan en El examen de ingenios para las ciencias (1575), en Francisco Suárez, en Robert Burton en The Anatomy of Melancholy (1621), en René Descartes en Les Passions de l'âme (1649) i en William Stirling Hamilton, pertanyent a l'Escola escocesa del sentit comú.
Els estudis pedagògics de Vives influïren en el pedagog protestant alemany Johannes Sturm —De literarum ludis recte apreriendis (1538) i Epistolae clasicae (1565)—, en els anglesos Roger Ascham —The Scholemaster (1571)—, Richard Mulcaster —Positions (1581)—, John Locke —Some Thoughts Concerning Education (1693)— i John Milton —Of Education (1644)— i en el txec Comenius —Ianua linguarum reserata (1631).
L'obra apologètica de Vives, en concret De Veritate Fidei Christianae, inspiraren a nombrosos autors hispànics, entre els quals destaquen Luis de Carvajal —en De restituta Theologia (1545)—, Francisco de Vitoria —en Relectiones theologicae (1557)—, Melchor Cano —en De locis theologicis (1563)—, Lorenzo de Villavicencio — en De recte formando theologiae studio (1565)— i Martín Martínez de Cantalapiedra —en Hypotyposeon Theologicarum sive regularum ad intelligendas scripturas divinas libri X (1565). També influirà en altres autors europeus, com el polonès Andrzej Frycz Modrzewski en De republica emendanda (1551), o l'holandès Hugo Grotius en De veritate religionis Christianae (1627).
Durant la segona meitat del segle xix i les primeres dècades del segle xx, Vives ha estat estudiat per filòsofs com Ernest Renan, Friedrich Albert Lange, Wilhelm Dilthey, Pierre Duhem, Ernst Cassirer i José Ortega y Gasset.

## Obres
La producció de Vives abraça nombroses disciplines, toca molts extrems i reflecteix una gamma tan diversa i tan gran de coneixements, pensaments, reflexions i idees que es pot parlar d'un veritable enciclopedisme humanístic.
La classificació de les obres de Vives ha anat variant segons l'època en què ha estat feta i les classificacions què de les distintes disciplines s'hi tenia: des de la clàssica de Gregori Maians de 1782–1790, la moderna de Llorenç Riber de 1948, fins a l'actual promoguda per la Universitat de València de 1992. En la distribució de les obres se segueix, amb simplificacions i alguna modificació —com ara incloure la data de publicació i no la de redacció—, la proposta de Llorenç Riber, tot afegint-hi alguna obra que aquest autor no menciona:

### Religió
- Christi Iesu triumphus (1514).[96]

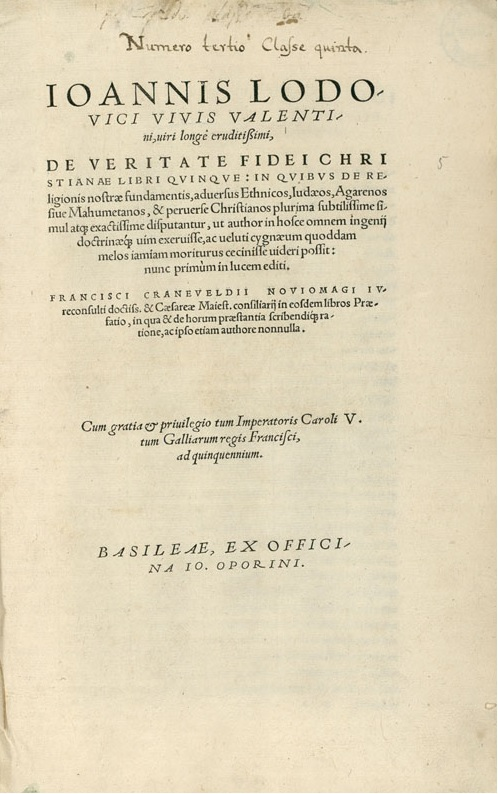
Portada de l'obra De veritate fidei christianae (1543).

- Virginis Dei parentis ovatio (1514).[96]
- Veritas fucata (1514).[97][98]
- Clypei Christi descriptio (1514).[96]
- Meditationes in septem Psalmos Paenitentiales (1519).[99]
- Genethiliacon Iesuchristi (1519).[99]
- De tempore quo, id est, de pace in qua natus est Christus (1519).[99]
- Sacrum diurnum de sudore Domini Nostri Iesu Christi (1529).[100]
- Concio de nostro et Christi sudore (1529).[100]
- Meditatio de Passione Christi in psalmum 37 (1529).[100]
- Praeparatio animi ad orandum (1535).[101]
- Preces et meditationes quotidianae (1535).[101]
- Preces et meditationes generales (1535).[101]
- Commentarius in orationem dominicam (1535).[101]
- De Veritate Fidei Christianae (1543).[102]

### Filologia
- Joannes Lodovicus Vives Valentinus, S.D. Joanni Forti viro philosopho et contubernali (1514).[103]
- Praelectio in Leges Ciceronis (1514).[98]
- Praelectio in Convivia Francisci Philelphi (1514).[98]
- Praelectio in quartum Rhetoricorum ad Herennium (1514).[98]
- Praelectio in suum sapientem (1514).[98]
- Praefatio in Georgica Vergilii (1519).[99]
- Praelectio ad Catonem maiorem Ciceronis quae dicitur Anima senis (1519).[99]
- Fabula de homine (1519).[99]
- De initiis, sectis et laudibus philosophiae (1519).[99]
- Pompeius fugiens (1519).[99][104]
- Aedes legum (1519).[99]
- Argumentum Somnii Scipionis Ciceroniani (1520).[105]
- Somnium et Vigilia (1520).[105]
- Declamationes Syllanae quinque (1520).[106]
- Declamationes duae (1523).[107]
- Veritas fucata, sive de licentia poetica (1523).[108]
- Addita Suetonio in vita C. Iulii Caesaris (1526).[109]
- Isocrates orationes duae, Areopagitica et Nicocles (1526), d'Isòcrates d'Atenes.[110]

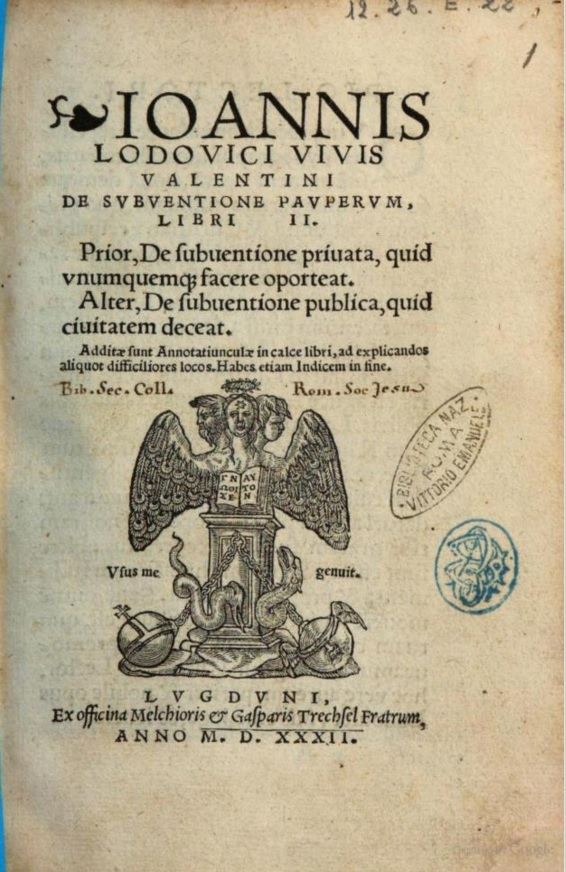
Portada de l'obra De subventione pauperum (1532).

- De Aristotelis operibus censura (1538).[111][112]
- In bucolica Vergilii interpretatio, potissimum allegorica (1539).[113]

### Moral
- De institutione foeminae christianae (1524).[114]
- Introductio ad sapientam (1524).[109]
- Satellitium sive symbola (1524).[109][115]
- De officio mariti (1529).
- Le eclesie romaewa (1530)

### Assistència social
- 15De subventione pauperum sive de humanis necessitatibus (1526).[116][117]
- De communione rerum ad Germanos inferiores (1535).[118]

### Política
- Ad Adrianum VI Pontificem de tumultibus Europae (1526).[110]
- Ad Henricum VIII angliae regem de rege Galliae capto (1526).[110]
- Ad Henricum VIII de regni administratione, bello et pace (1526).[110]
- De Europae dissidiis et bello Turcico dialogus (1526).[110]
- Ad Ioanni episcopo Lincolniensi, a confessionibus inclyti Briytanniae regis (1526).[110]
- De concordia et discordia in humano genere (1529).[119]
- De conditione vitae christianorum sub turca (1529).[119]

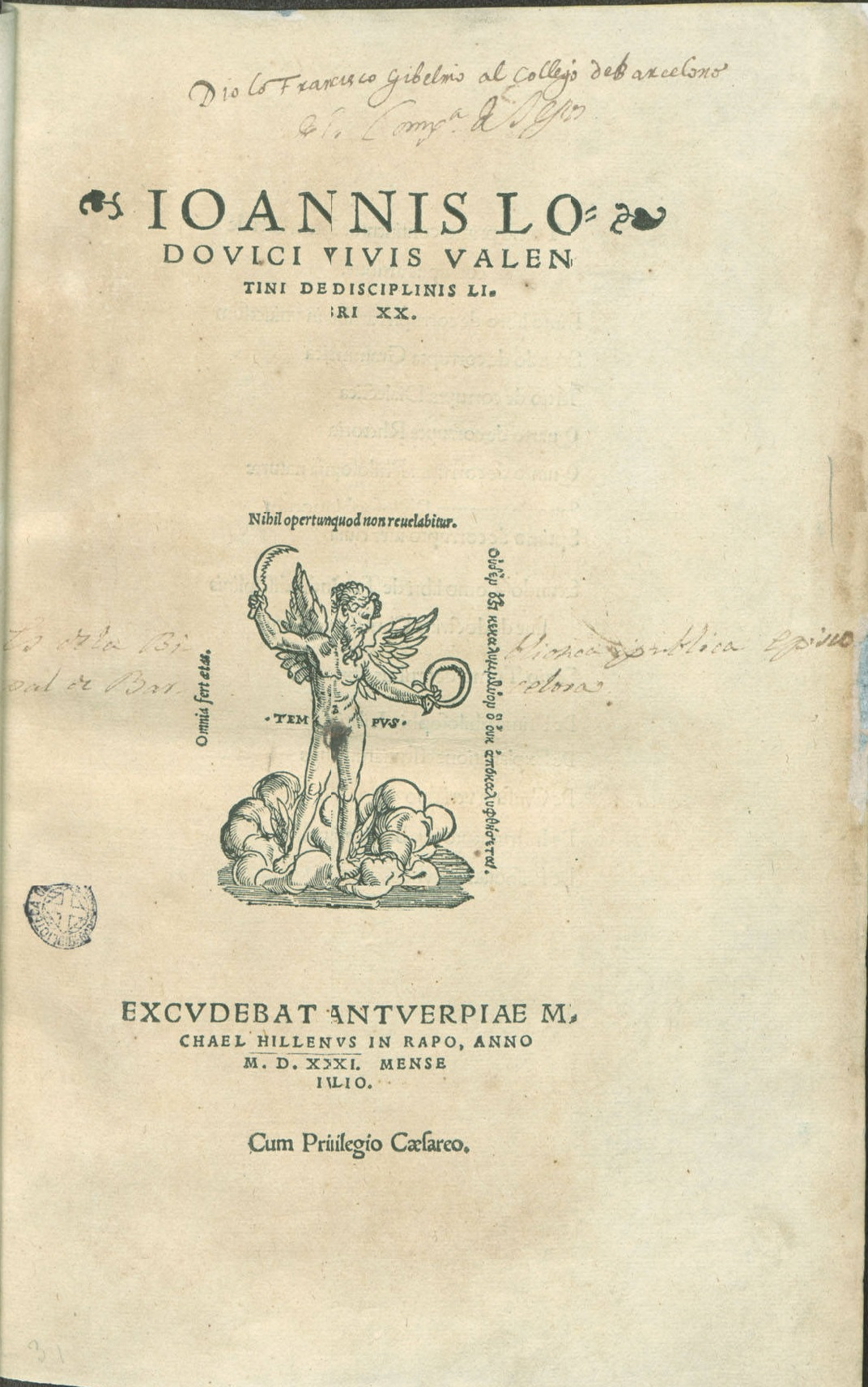
Portada de l'obra De Disciplinis (1531).

- De pacificatione (1529).[119]

### Educació
- Adversus pseudodialecticos (1519).[99][104]
- De ratione studii puerilis (1524).[109]
- De Disciplinis (1531).[120]
- De ratione dicendi (1532).[121]
- De consultatione (1533).[121]
- De conscribendis epistolis (1534).[122]
- Linguae Latinae exercitatio (1538).[123]

### Filosofia
- Sapientis disquisitio (1514).[98]
- De anima et vita (1538).[124]

### Epistolari
El coneixement de les cartes redactades i enviades per Lluís Vives ha anat augmentant a poc a poc al llarg del temps. En 1556 es coneixien 20 cartes, que en 1572 augmenten a 59, les mateixes que recull Maians a les obres completes publicades entre 1782 i 1790. En 1947–1948 aquestes havien augmentat a 112, i en 1978 ja se'n coneixien 195. Des de llavors n'han anat apareixent algunes més. Destaca la tasca d'investigació i publicació de noves cartes adreçades a Craneveldt, elaborada per la Universitat de Lovaina.
De les cartes conservades destaquen, tant qualitativament com en quantitat, les adreçades a Erasme de Rotterdam, per fer més comprensible l'humanisme europeu a les primeries del segle xvi, i les enviades a Frans van Craneveldt, perquè permeten apreciar amb més claredat les passions vitals i el pensament íntim de Lluís Vives.

### Altres
- Vita Ioannis Dullarti (1514).[128]

### Edicions de clàssics
- Poeticon astronomicon (1514), atribuït a Gai Juli Higí.[103]
- De Civitate Dei libri XXII (1522), d'Agustí d'Hipona.[129]

### Atribuïdes
- Dialectices libri quatuor (1550).[130]
- Del stabliment de la escola.[131] Manuscrit perdut, escrit en 1527.
- Diálogo de Mercurio y Carón.[132]
- Diálogo de la Lengua.[132]
- Diálogo de las Cosas Acaecidas en Roma.[132]
- El Lazarillo de Tormes.[132]